# Т-16 (БРЭМ)
Т-16 (Индекс ГБТУ — объект 152) — перспективная российская тяжёлая бронированная ремонтно-эвакуационная машина на базе универсальной гусеничной платформы «Армата». Как и БРЭМ-1М, БРЭМ Т-16 оснащена комплексом спецоборудования, и отличается более мощными грузоподъёмным краном и тяговой лебёдкой. БРЭМ Т-16 планируется использовать в целях эвакуации повреждённых бронемашин и для проведения последующего ремонта в условиях боя.

## Компоновка
Боевая рубка экипажа выполнена со сдвигом к левому борту из-за необходимости установки специального оборудования. Передняя часть корпуса отведена под обитаемый отсек в котором помимо рабочих мест механика-водителя, командира и оператора предусмотрены посадочные места для размещения экипажа эвакуируемого танка. Позади обитаемого отделения расположен моторно-трансмиссионный отсек с интегральной силовой установкой, в которой двигатель и коробка передач объединены в единый блок. Двигатель аналогичен другим машинам семейства «Армата» — многотопливный X-образный с мощностью более 1500 л. с., автоматическая реверсивная коробка передач имеет по восемь передач переднего и заднего хода. Ходовая часть каждого борта имеет по семь опорных катков с индивидуальной торсионной подвеской, причём предположительно, часть катков оснащена дополнительными амортизаторами. Вся конструкция ходовой системы рассчитана на неравномерное распределение нагрузки по каткам, по этой причине интервалы между первыми тремя катками несколько больше по сравнению с остальными.
Для повышения боевой живучести машина помимо мощного бронирования оснащена комплексом дополнительного оборудования: динамической защитой, радиоэлектронной системой защиты от управляемого вооружения, системой обезвреживания мин с электромагнитными взрывателями и т. д. На крыше боевой рубки установлен дистанционно-управляемый модуль с крупнокалиберным пулемётом.

## Специальное оборудование
Для выполнения инженерных работ машина оснащена бульдозерным отвалом с гидравлическим приводом и краном, который установлен на поворотной платформе. В кормовой части машины предусмотрен манипулятор для работы с грузами не более трёх тонн. Наличии комплекса автосцепки позволяет экипажу цеплять повреждённую технику не покидая защищённой кабины и оттаскивать её буксированием. Машина имеет сварочное оборудование, сошник — бульдозер, грузовую платформу, полужёсткое буксирное приспособление, уникальную механизированную сцепку.